# 장당도서관
장당도서관은 경기도 평택시 장당동 소재의 시립 도서관이다.

## 연혁
- 2014년 1월 24일 개관

## 이용 안내
이용 시간
- 자유열람실: 매일 08:00 ~ 24:00
- 일반자료실: 평일 09:00 ~ 22:00 / 토·일요일 09:00 ~ 18:00
- 아동자료실: 평일 09:00 ~ 18:00 / 토·일요일 09:00 ~ 18:00

휴관일 안내
- 매월 첫째, 셋째 월요일
- 일요일을 제외한 법정공휴일(단, 일요일과 공휴일이 겹칠시에는 휴관함)
- 기타 관장이 부득이하게 필요하다고 인정하는 날